# Beutelsbach (Bawaria)
Beutelsbach – miejscowość i gmina w Niemczech, w kraju związkowym Bawaria, w rejencji Dolna Bawaria, w regionie Donau-Wald, w powiecie Pasawa, wchodzi w skład wspólnoty administracyjnej Aidenbach. Leży około 25 km na zachód od Pasawy.

## Demografia
| Rok  | Liczba mieszk. |
| ---- | -------------- |
| 1970 | 1 058          |
| 1987 | 1 082          |
| 2000 | 1 133          |

## Oświata
(na 1999)

W gminie znajduje się przedszkole (25 miejsc i 26 dzieci) oraz szkoła podstawowa (2 nauczycieli, 51 uczniów).